# 小鹿斑比：清算
《小鹿斑比：清算》（英語：Bambi: The Reckoning）是2025年上映的英国獨立恐怖片，崩壞童年宇宙第四部作品，由丹·艾伦执导，瑞斯·沃灵顿编剧，罗姗妮·麦琪、汤姆·穆艾伦、尼古拉·莱特、萨米拉·迈蒂、亚历克斯·库克、拉塞尔·杰弗瑞·班克斯和约瑟夫·格林伍德主演。电影以恐怖片形式魔改了奥地利作家费利克斯·萨尔腾创作的儿童小说《小鹿斑比》，讲述小鹿斑比在母亲去世后，开始疯狂追猎一对母子的故事。
电影于2025年7月25日在美国院线上映。

## 剧情
很久很久以前，小鹿斑比和母亲过着愉快的生活。直到有一天，偷猎者杀害了斑比的母亲，斑比自此过上无依无靠的生活，幸好结识了另一头小鹿生下的小狗法琳（Faline）。然而悲剧再次降临，法琳有一天被一辆载有有毒廢物的卡车碾毙，斑比的后代也不知所踪。悲痛欲绝之中，斑比喝下小河里的毒水，变异成贪婪的物种，决心对人类展开复仇。
时间来到现代，夏娜与儿子本吉乘坐出租车，准备到丈夫西蒙患有失智症的玛丽母亲家过感恩节，一起过节的还有西蒙的兄弟安德鲁和约书亚，安德鲁的妻子哈莉特，以及他们十几岁的儿子哈里森，西蒙答应在晚饭前赶到。路上，斑比袭击了出租车，司机到场丧命，夏娜与本吉侥幸逃脱，朝玛丽家跑。
另一边厢，猎人迈克尔、泰勒与埃迪开始围猎斑比。约书亚走出家门，结果被泰勒擦枪走火击毙。此时本吉和玛丽出现怪异举止，他们一眼认出斑比，开始在房子周围画斑比的画。斑比冲进房子，杀死了哈莉特，一家人逃进一辆大篷车。安德鲁准备将挡路的木头搬走，本吉看到斑比出现，立马开车逃走，开车只有夏娜和玛丽，安德鲁被车子拖行，失血而死。哈里森在森林里迷路，结果遇到斑比，被一群变异的兔子咬死。
夏娜、本吉和玛丽找到迈克尔，迈克尔带领他们去藏身处，西蒙和他的同事乔也在。西蒙说自己当年杀死了法琳，还将有毒废物排进小河。交谈中，班吉找到一处车库，泰勒和埃迪将一头小鹿困在车库里，对她进行虐待。夏娜得知西蒙计划把斑比围起来，将她杀死；西蒙并不关心这样做会让多少人丧失生活。泰勒去小便，结果被小鹿斑比斩首。艾迪前去查看时，小鹿斑比扯下他的双腿和头颅。
本吉将小鹿放走，便不知所踪。夏娜跟西蒙去追他，玛丽被斑比杀死。乔不惜牺牲自己来杀死斑比，没有成功，也没有丧命。本吉与夏娜和西蒙会合，此时迈克尔也赶到，用枪指着他们，要他们交出小鹿。斑比将迈克尔拖进森林，之后开始追杀本吉。西蒙丢下夏娜和本吉逃跑，结果被车里的兔子杀死。夏娜和本吉发现小鹿是斑比的后代，把小鹿交还给斑比。此时满身是血的迈克尔赶到，开枪打死了斑比，之后又被玛丽打死，此时玛丽的失智症突然好了。斑比在夏娜、本吉和他后代面前流血而死。

## 演员
- 罗姗妮·麦琪（英语：Roxanne McKee） 饰 夏娜（Xana）[4]
- 汤姆·穆艾伦（Tom Mulheron）饰 本吉（Benji）[4]
- 尼古拉·莱特（Nicola Wright）饰 玛丽（Mary）[4]
- 萨米拉·迈蒂（英语：Samira Mighty） 饰 哈莉特（Harriet）[4]
- 亚历克斯·库克（Alex Cooke）饰 西蒙（Simon）[5]
- 拉塞尔·杰弗瑞·班克斯（英语：Russell Geoffrey Banks） 饰 安德鲁（Andrew）[5]
- 约瑟夫·格林伍德（Joseph Greenwood）饰 哈里森（Harrison）
- 凯瑟琳·亚当斯（Catherine Adams）饰 乔（Jo）[5]
- 伊万·博斯威克（Ewan Borthwick）饰 埃迪（Eddie）[5]
- 大卫·安博勒（David Ambler）饰 罗伯（Rob）[5]
- 卢克·卡文迪许（Luke Cavendish）饰 约书亚（Joshua）[5]
- 阿德里安·雷尔夫（Adrian Relph）饰 迈克尔（Michael）[5]
- 比格·托布兹（Big Tobz）饰 泰勒（Tyler）[5]

## 制片
2022年11月，改编自奥地利作家费利克斯·萨尔腾小说《小鹿斑比》的真人恐怖片公开，片名《小鹿斑比：清算》。电影由丹·艾伦担任导演，瑞斯·弗雷克-沃特菲爾德出任制片人，锯齿边缘制片公司（Jagged Edge Productions）制片。制片人斯科特·杰弗里称电影对广为人知的小鹿斑比故事进行暗黑魔改，从Netflix电影《黑森灵》汲取设计灵感，将斑比打造成一台潜伏在荒野的杀人机器。电影与2023年上映的《小熊維尼：血與蜜》及其续作属同一宇宙，在《血与蜜2》中有伏笔。
主体拍摄原定2023年1月31日在英国伦敦启动，《血与蜜》的摄影师文斯·奈特（Vince Knight）担任摄影指导。之后延期至2024年1月6日在英国开机。同月26日，电影正式杀青。

## 发行
电影于2025年7月25日登陆美国院线，由ITN发行。同年9月6日，电影在中国大陆上映，由中国电影集团进口，华夏电影发行，长影集团译制。

## 反响

### 票房
电影于美国收获172,187美元票房，海外票房24,789美元，全球票房共计196,976美元。

### 专业评价
根据評論匯總网站爛番茄汇总的16篇评论文章，63%的评论家给予该作正面评价。